# Andrés Narvarte
Andrés Narvarte, född 1781, död 31 mars 1853, var ställföreträdande president samt senare även reell president i Venezuela.
Narvartes föddes i La Guaira 1781 av föräldrarna Joaquín Narvarte y Descarga och María Josefa Pimentel y de la Mota. Han blev doktor i civilrätt vid Caracas universitet (Venezuelas centrala universitet) den 9 december 1804, och 1810 deltog han i rörelsen för Venezuelas frigörelse. Mellan 1813 och 1814 var han guvernör i provinsen Trujillo. Han emigrerade till Saint Thomas i Danska Västindien när Venezuelas andra republik gick under. Det är inte med säkerhet fastställt när han återkom till Venezuela, men i mars 1819 vet man att han var i Juangriego och 1822 blev han distrikt-administratör för Venezuela. 1830 blev han ställföreträdare i Caracas, av Venezuelas konstituerande kongress.
I samband med diskussionerna i kongressen angående dekretet som var positivt inställt till mordförsöket på republikens president Simón Bolivar, den 25 september 1828, uttalade sig Narvarte om detta och krävde att de ansvariga skulle fråntas sina medborgerliga rättigheter.
1831 blev Narvarte högskolerektor för Venezuelas centrala universitet.